# 페니 블랙

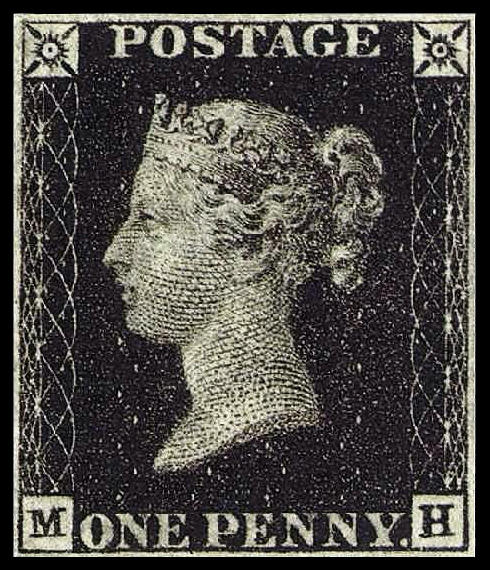
페니 블랙 미사용 우표

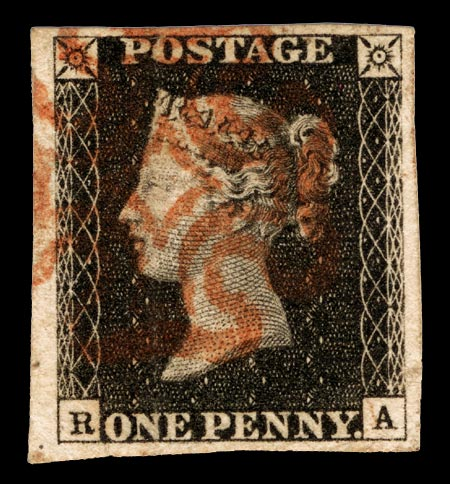
초기 우표

페니 블랙(Penny Black)은 1840년에 영국에서 발행된 세계 최초 우표의 통칭이다. 바스의 퍼킨스 베이컨 (Perkins, Bacon & Co)에서 인쇄, 1840년 5월 1일에 영국 우정에서 발행되어 같은 달 6일부터 사용이 시작되었다. 덧붙여서 동시에 발행된 2 펜스 우표는 파란색이기 때문에 2 펜스 블루라고 한다. 인쇄 색상은 검은색으로, 도안에는 빅토리아 여왕의 옆모습이 인쇄되어 있다. 이 초상은 윌리엄 와이언 (William Wyon)이 여왕의 시청 방문 기념으로 만든 메달을 기반으로 작성되었다. 또한, 이듬해 1 페니 우표는 적갈색 (페니 레드)으로 변경되었다. 색상이 변경된 이유는 검은색 잉크가 화학 변화에 강하기 때문에 소인을 제거하고 재사용하는 등 횡행했기 때문이라고 알려져있다. 페니 블랙 버전은 제 1판에서 제 11판까지 또 1판에는 두 종류가 있으며, 총 12개의 버전이 존재한다. 페니 블랙은 현재에도 상당수가 존재하고 있지만, 수집가의 인기는 높아 상당히 고액의 프리미엄이 붙어 거래되고 있다.